# (5914) Kathywhaler
(5914) Kathywhaler (1990 WK) – planetoida z zewnętrznej części pasa głównego asteroid okrążająca Słońce w ciągu 6 lat i 245 dni w średniej odległości 3,54 j.a. Została odkryta 20 listopada 1990 roku w Siding Spring Observatory w Australii przez Roberta McNaughta. Nazwa planetoidy została pochodzi od Kathryn Anne Whaler, szkockiej profesor geofizyki, w latach 2004 – 2006 prezesa Royal Astronomical Society.